# Градина (Шибеник)
Градина (хорв. Gradina) — населений пункт у Хорватії, у Шибеницько-Книнській жупанії у складі міста Шибеник.

## Населення
Населення за даними перепису 2011 року становило 303 осіб.
Динаміка чисельності населення поселення:

## Клімат
Середня річна температура становить 14,11 °C, середня максимальна – 28,74 °C, а середня мінімальна – 0,14 °C. Середня річна кількість опадів – 773 мм.
| Клімат поселення                              | Клімат поселення | Клімат поселення | Клімат поселення | Клімат поселення | Клімат поселення | Клімат поселення | Клімат поселення | Клімат поселення | Клімат поселення | Клімат поселення | Клімат поселення | Клімат поселення | Клімат поселення |
| Показник                                      | Січ.             | Лют.             | Бер.             | Квіт.            | Трав.            | Черв.            | Лип.             | Серп.            | Вер.             | Жовт.            | Лист.            | Груд.            |                  |
| Середній максимум, °C                         | 9,80             | 10,64            | 13,67            | 17,13            | 22,24            | 26,12            | 28,74            | 28,44            | 23,88            | 19,28            | 13,85            | 10,66            |                  |
| Середня температура, °C                       | 4,98             | 5,80             | 8,82             | 12,28            | 17,40            | 21,27            | 24,39            | 24,10            | 19,52            | 14,93            | 9,51             | 6,31             |                  |
| Середній мінімум, °C                          | 0,14             | 0,97             | 4,00             | 7,46             | 12,56            | 16,44            | 20,03            | 19,74            | 15,18            | 10,58            | 5,18             | 1,96             |                  |
| Норма опадів, мм                              | 68               | 60               | 65               | 69               | 54               | 53               | 30               | 45               | 73               | 81               | 95               | 80               |                  |
| Середньомісячна швидкість вітру, м/с          | 2.64             | 2.81             | 2.96             | 2.85             | 2.52             | 2.27             | 2.30             | 2.15             | 2.36             | 2.46             | 2.96             | 2.90             |                  |
| Середньомісячна сонячна радіація, кДж/м²·день | 5372             | 8139             | 11803            | 16444            | 20493            | 22936            | 24675            | 21428            | 16123            | 10384            | 5802             | 4559             |                  |
| --------------------------------------------- | ---------------- | ---------------- | ---------------- | ---------------- | ---------------- | ---------------- | ---------------- | ---------------- | ---------------- | ---------------- | ---------------- | ---------------- | ---------------- |
| Джерело:                                      |                  |                  |                  |                  |                  |                  |                  |                  |                  |                  |                  |                  |                  |